# Igoma (Mbeya)
Igoma è una circoscrizione mista (mixed ward) della Tanzania situata nel distretto rurale di Mbeya, regione di Mbeya. Conta una popolazione di 6 310 abitanti (censimento 2012).